# Kostomłoty (gmina)
Pour les articles homonymes, voir Kostomłoty.
Kostomłoty est une gmina rurale du powiat de Środa Śląska, Basse-Silésie, dans le sud-ouest de la Pologne. Son siège est le village de Kostomłoty, qui se situe environ 12 km au sud de Środa Śląska et 31 km à l'ouest de la capitale régionale Wrocław.
La gmina couvre une superficie de 146,25 km2 pour une population de 6 872 habitants.

## Géographie
La gmina est bordée par les gminy de Kawęczyn, Koźminek, Lisków, Malanów, Mycielin, Opatówek et Żelazków.
La gmina contient les villages de Bogdanów, Budziszów, Chmielów, Czechy, Godków, Jakubkowice, Jarząbkowice, Jenkowice, Karczyce, Kostomłoty, Lisowice, Mieczków, Osieczna, Osiek, Paździorno, Piersno, Piotrowice, Pustynka, Ramułtowice, Samborz, Samsonowice, Siemidrożyce, Sikorzyce, Sobkowice, Świdnica Polska, Szymanowice, Wichrów, Wilków Średzki, Wnorów et Zabłoto.